# Phyllophaga reticulata
Phyllophaga reticulata är en skalbaggsart som beskrevs av Frey 1975. Phyllophaga reticulata ingår i släktet Phyllophaga och familjen Melolonthidae. Inga underarter finns listade i Catalogue of Life.